# Institut des geweihten Lebens
Institute des geweihten Lebens sind Gemeinschaften in der römisch-katholischen Kirche, deren Mitglieder durch öffentliche Gelübde ein Leben nach den  evangelischen Räten versprechen. 

## Kirchenrechtliche Abgrenzung
Institute des geweihten Lebens werden rechtlich von den Gesellschaften des apostolischen Lebens (731-755  CIC) unterschieden, deren Mitglieder keine Gelübde ablegen. Für beide Rechtsformen ist das Dikasterium für die Institute geweihten Lebens und für die Gesellschaften apostolischen Lebens der Römischen Kurie zuständig.
Die gemeinsamen Grundlagen der Institute des geweihten Lebens werden nach aktuellem Kirchenrecht CIC von 1983 in 573–606  CIC geregelt, ergänzt durch das apostolische Schreiben Vita consecrata von Johannes Paul II. Es gilt

„Das durch die Profess der evangelischen Räte geweihte Leben besteht in einer auf Dauer angelegten Lebensweise, in der Gläubige unter Leitung des Heiligen Geistes in besonders enger Nachfolge Christi sich Gott, dem höchstgeliebten, gänzlich hingeben und zu seiner Verherrlichung wie auch zur Auferbauung der Kirche und zum Heil der Welt eine neue und besondere Bindung eingehen, um im Dienste am Reich Gottes zur vollkommenen Liebe zu gelangen und, ein strahlendes Zeichen in der Kirche geworden, die himmlische Herrlichkeit anzukündigen.“

### Ordensinstitut
In Ordensinstituten (607-709  CIC) leben die Mitglieder meist in einem Kloster zusammen und bilden eine Ordensgemeinschaft. Sie sind jeweils

„eine Vereinigung, in der die Mitglieder nach dem Eigenrecht öffentliche, ewige oder zeitliche Gelübde, die jedoch nach Ablauf der Zeit zu erneuern sind, ablegen und ein brüderliches Leben in Gemeinschaft führen.“

Die Unterscheidung zwischen alten Orden (monastische Orden, Bettelorden, Ritterorden, Regularkanoniker und Regularkleriker) und neueren Kongregationen wurde mit der Überarbeitung des kanonischen Rechts 1983 abgeschafft.

### Säkularinstitut
Die geschichtlichen Vorläufer der Säkularinstitute (710-730  CIC) gehen auf das Ende des 16. Jahrhunderts zurück, ihre rechtliche Anerkennung und Eingliederung in die von der Kirche anerkannten Stände des geweihten Lebens erfolgte am 2. Februar 1947 mit der Apostolischen Konstitution Provida mater ecclesia von Papst Pius XII. (1939–1958). Im kanonischen Recht wird festgelegt:

„Die Gläubigen, die sich in den Säkularinstituten Gott weihen, leben die Christusnachfolge durch die Übernahme der drei evangelischen Räte, auf die sie sich durch ein heiliges Band verpflichten, mitten in der Welt. Sie weihen ihr Leben Christus und der Kirche, und setzen sich für die Heiligung der Welt vor allem von innen her ein.“

Die Personen, die zu diesem Stand des geweihten Lebens gehören, bewahren ihre Stellung, die sie in der Welt haben. Sie leben und wirken inmitten des Volkes Gottes ohne ihr gesellschaftliches Umfeld zu verlassen (711 und 713  CIC). Sie erhalten sich ihren eigenen Lebensstil. 
Ein Säkularinstitut steht, abhängig von seinen Satzungen, offen für Kleriker, Laien, Männer und Frauen. Die Mitglieder führen ein eigenständiges Leben, entweder allein oder in ihren Familien (714  CIC). Jede Gemeinschaft wird durch einen gewählten Leiter vertreten. Der Übertritt von einem Säkularinstitut in ein Ordensinstitut oder einer Gesellschaft des apostolischen Lebens oder in ein anderes Säkularinstitut bedarf der Zustimmung des Heiligen Stuhles (730  CIC).

## Organisationsarten
Institute des geweihten Lebens dürfen sich vorbehaltlich der Genehmigung des Apostolischen Stuhls zusammenschließen, sowie Konföderationen und Föderationen bilden (582  CIC).

### Institute diözesanen und päpstlichen Rechts
Den Diözesanbischöfen ist es erlaubt, in ihren Bistümern Institute des geweihten Lebens zu errichten, beispielsweise eine Kongregation bischöflichen Rechts (579  CIC). Die Errichtung eines solchen Institutes bedarf – seit der Änderung des can. 579 am 1. November 2020 durch das Motu proprio Authenticum charismatis – der Zustimmung des Apostolischen Stuhls; damit wollte der Heilige Stuhl vermeiden, dass „voreilig unzweckmäßige oder kaum lebensfähige Institute“ mit der „Gefahr einer schädlichen Aufsplitterung“ entstünden. Sie findet ihren Abschluss in einem bischöflichen Dekret. Es gilt nach diesen Bestimmungen als „Institut diözesanen Rechts“ und verbleibt unter der Sorge des Diözesanbischofs (594  CIC).
Institute des geweihten Lebens, die vom Apostolischen Stuhl errichtet und anerkannt wurden, werden als „Institute päpstlichen Rechts“ bezeichnet (579+589  CIC). Sie unterstehen „unmittelbar und ausschließlich der Gewalt des Apostolischen Stuhles“ (593  CIC), haben in ihren höheren Oberen eigene Ordinarien und sind von der bischöflichen Jurisdiktion weitestgehend exemt.

### Klerikale und laikale Institute
Institute des geweihten Lebens besitzen an und für sich weder klerikalen noch laikalen Charakter und können sowohl von Klerikern als auch von Laien besetzt sein (588, § 1  CIC). In einem klerikalen Institut üben Kleriker die Leitung aus und für seine Mitglieder ist in der Regel die Weihe zum Priester vorgesehen (588, § 2  CIC). Als laikal wird ein von Laien geleitetes Institut bezeichnet, dessen Eigenart und Zielsetzung eine Ausübung der Weihe nicht einschließt (588, § 3  CIC).

## Gelübde und Versprechen
Die Mitglieder der Institute des geweihten Lebens legen Gelübde ab, in den alten Orden feierliche Gelübde, in den Kongregationen und Säkularinstituten hingegen einfache Gelübde. Mitglieder von Gesellschaften apostolischen Lebens legen keine Gelübde ab, sondern Versprechen. Diese unterscheiden sich in Bezug auf die evangelischen Räte nicht. Der Unterschied liegt vor allem darin, dass die unterschiedlichen Formen kirchenrechtlich nicht die gleiche Bindung bewirken. Das ist beispielsweise beim Procedere des Ausscheidens eines Mitglieds relevant.